# Baptiste Planckaert
Baptiste Planckaert (Kortrijk, 28 de setembre de 1988) és un ciclista belga, professional des del 2010. Actualment corre a l'equip Intermarché-Wanty. El 2016 aconseguí la victòria al Tour de Normandia.
Els seus germans Emiel i Edward també s'han dedicat al ciclisme.

## Palmarès
- 2009
  - Vencedor d'una etapa al Triptyque des Monts et Châteaux
- 2011
  - 1r al Gran Premi Marcel Kint
- 2015
  - 1r a la Kattekoers
  - 1r al Gran Premi Marcel Kint
- 2016
  - 1r a l'UCI Europa Tour
  - 1r al Tour de Normandia i vencedor d'una etapa
  - 1r al Tour de Finisterre
  - 1r a la Polynormande
  - Vencedor d'una etapa al Czech Cycling Tour
- 2019
  - 1r a la Volta a Colònia

### Resultats al Giro d'Itàlia
- 2018. 116è de la classificació general